# Širá trať

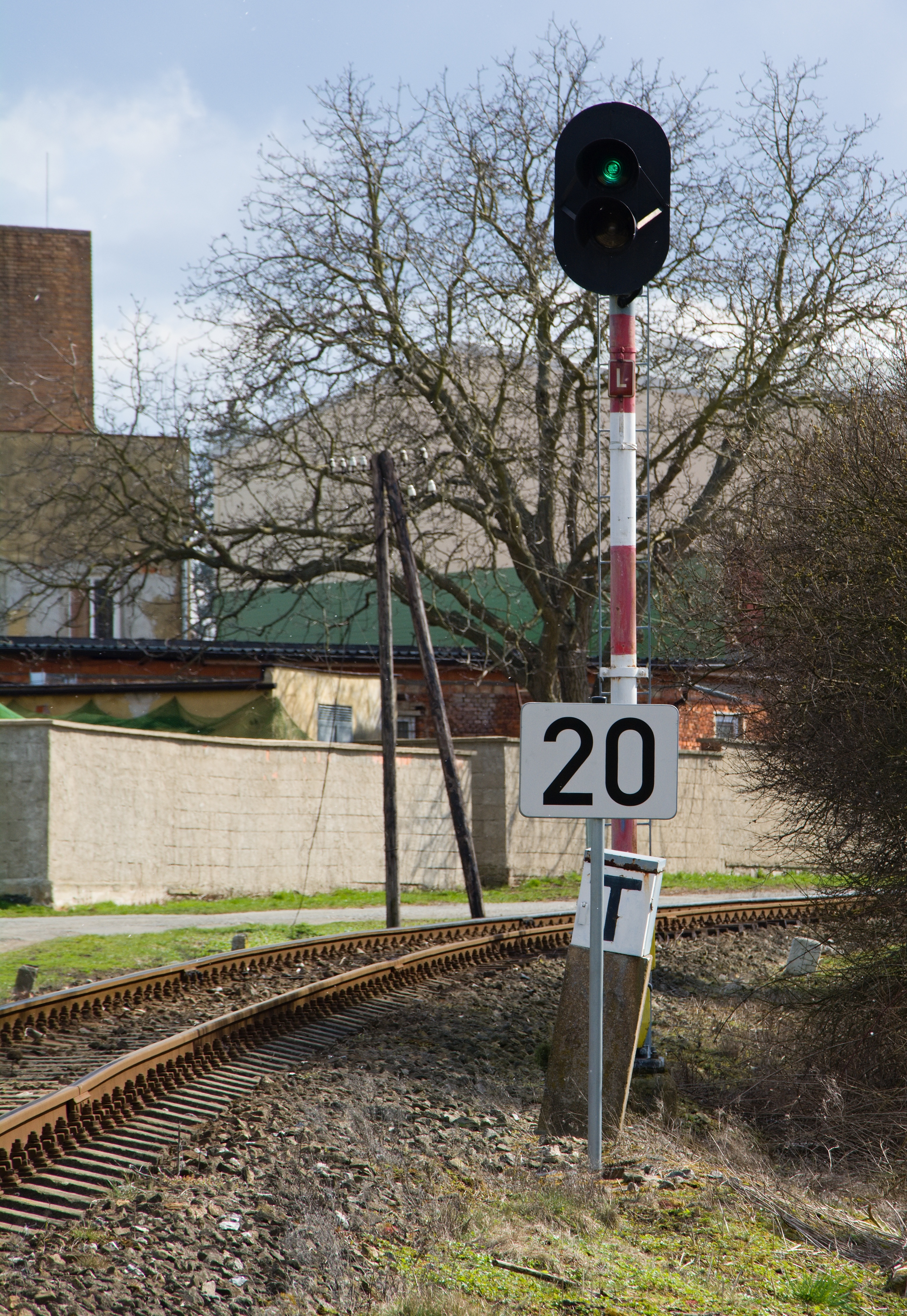
Vjezdové návěstidlo je hranicí mezi širou tratí (před návěstidlem) a stanicí (za návěstidlem)

Širá trať je úsek trati, ohraničený na každé straně buď stanicí, dopravnou D3, dopravnou RB nebo koncem dráhy (zakončením tratě např. na zastávce, na nákladišti). Hranicí mezi širou tratí a stanicí je vjezdové návěstidlo; u traťové koleje bez vjezdového návěstidla je to úroveň vjezdového návěstidla u správné koleje. Hranicí mezi širou tratí a dopravnou D3 nebo dopravnou RB je lichoběžníková tabulka.
- Prostorový oddíl je část širé tratě mezi dvěma sousedními dopravnami nebo mezi dopravnou a zakončením tratě na zastávce, popř. na nákladišti.
- Mezistaniční oddíl je prostorový oddíl, ohraničený z obou stran stanicemi.
- Traťový oddíl je prostorový oddíl, ohraničený alespoň z jedné strany oddílovým návěstidlem nebo vjezdovým návěstidlem odbočky.
- Mezistaniční úsek je širá trať bez zřetele, zda je rozdělena na traťové oddíly.